# Rose Anselme

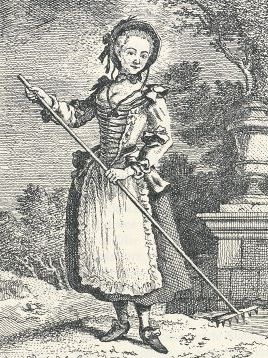
Rose Anselme

Rose Albertine Françoise Anselme (Valenciennes, 21 september 1740 – na 1784) was een theateractrice en zangeres afkomstig uit het koninkrijk Frankrijk en actief in de republiek der Verenigde Nederlanden.

## Namen
Andere namen van haar waren Rosette Baptiste – theaternaam naar haar vader Jean Baptiste genoemd, Rose van Wassenaer Obdam – naar haar adellijke minnaar genoemd 1760-1779 - en Rose Lobjoy – na haar huwelijk met François Lobjoy op 27 juli 1782 in Den Haag.

## Levensloop

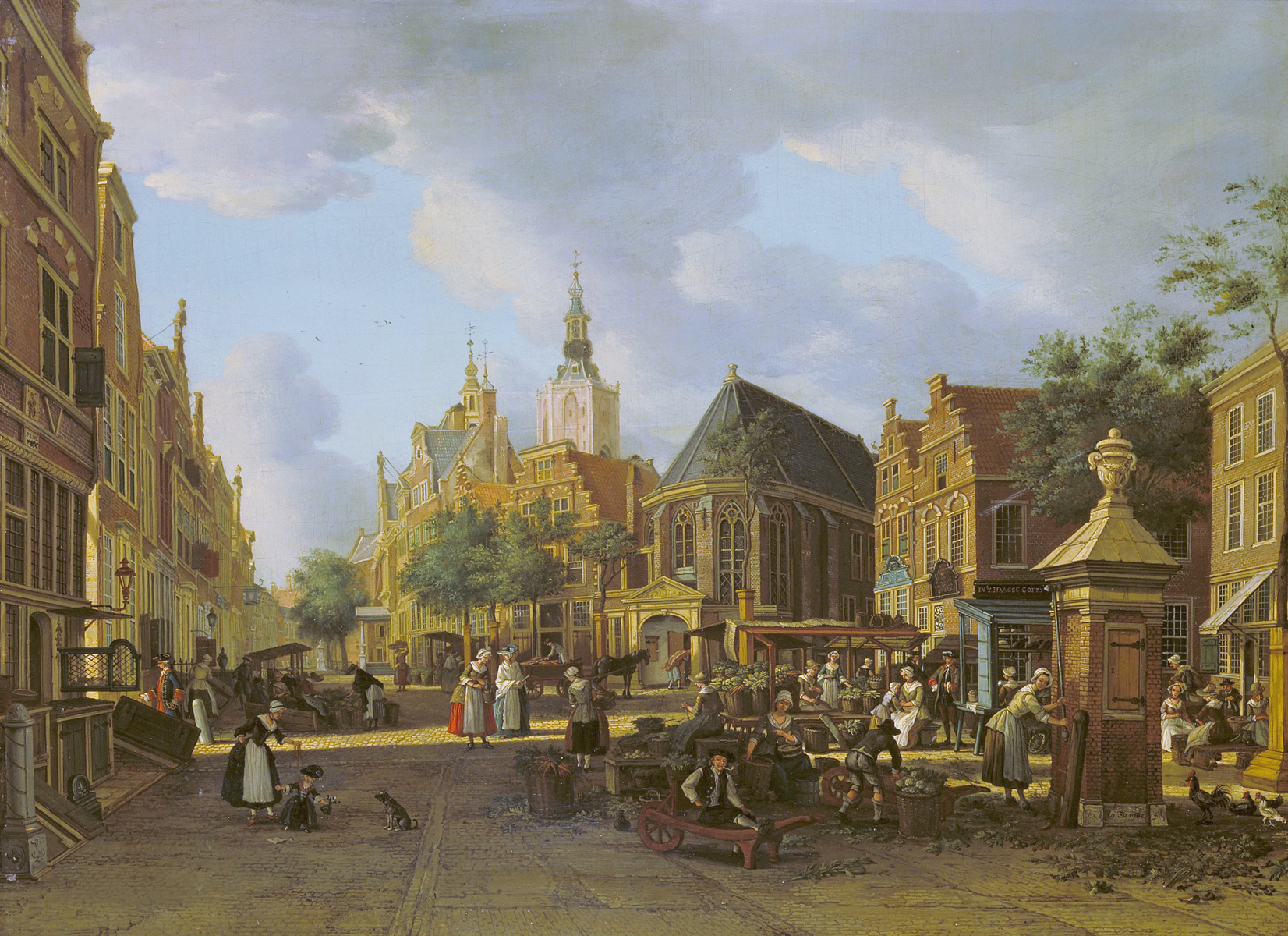
Den Haag, Groenmarkt, circa 1765

Anselme werd geboren in Valenciennes, een stad in het noorden van het koninkrijk Frankrijk aan de grens met de zuidelijke Nederlanden. Haar vader was Jean Baptiste Anselme (1699-voor 1775), een Frans acteur, en haar moeder was Françoise Gravillon (ca 1710-1781), een Frans actrice en zangeres.
Omstreeks 1750 verhuisden haar ouders met de negen kinderen van Valenciennes naar Den Haag, in de Nederlanden. Haar ouders vervoegden zich bij het gezelschap van de Franse Comedie, toen Fransche Comédie genoemd, in de Casuariestraat in Den Haag. De kinderen werden allen toneelspeler, zanger, musicus en/of danser. 
Vanaf haar veertiende jaar vermoedelijk trad Anselme op. Dit was niet in Den Haag: zij zong in Amsterdam bij de Franse Comedianten, zoals vermeld staat in de Amsterdamse Courant van 30 juli 1754. Na een kort verblijf bij de Opéra Comique in Parijs (1755-1756) verscheen Anselme terug in Den Haag (1757) bij de Franse Comedie. Haar vader was intussen theaterdirecteur ervan geworden. Vanaf 1759 waren Anselme en haar moeder de directeurs van het theatergezelschap. Van de vader was geen sprake meer. Er bestond een zakelijke band tussen beide vrouwen en de edelman Jacob Jan van Wassenaer, heer van Obdam van het bekende geslacht Van Wassenaer. Hij stond financieel garant bij transacties van het theatergezelschap. Mogelijk kenden moeder Anselme en van Wassenaer Obdam elkaar van in de vrijmetselaarsloge De Juste, want deze loge liet vrouwen toe.
Van 1760 tot 1779 had Anselme een verhouding met van Wassenaer Obdam. Aan hun verhouding was niets officieels verbonden. Zij leefden met grote sier. Anselme was al die jaren eerste zangeres en actrice voor tweede rollen in de Franse Comedie, naast het directeurschap dat ze had samen met haar moeder. Daarnaast gaf Anselme zangoptredens in Rotterdam, Amsterdam en aan het stadhouderlijk hof van de minderjarige Willem V van Oranje-Nassau, die in 1766 meerderjarig werd.
In 1767 waren zij en haar moeder directeur af. Zij mocht evenmin nog theater spelen voor een seizoen. In deze manoeuvre zagen tijdgenoten de hand van de hofintendant van Willem IV die aan een afrekening deed. In de periode van haar ontslag verbleef ze met van Wassenaer Obdam in het kuuroord Spa in het prinsbisdom Luik. 
In 1768 kwam ze terug in Den Haag, waar ze opnieuw werd toegelaten tot het theatergezelschap. Ze deed meer zangoptredens dan dat ze theater speelde. Het laatste theaterstuk dat ze speelde was Vertu vaut bien noblesse, in het jaar 1769. Dit was een opera buffa geschreven door Jacob Jan van Wassenaer Obdam met mogelijk muziek van zijn vader, die zich hiervoor gebaseerd hadden op het verhaal Le Noble van Belle van Zuylen. Anselme zorgde ook voor haar zieke minnaar.
Van Wassenaer Obdam stierf in 1779 en liet zijn familie enkel schulden na. De schulden waren het gevolg van de royale levenswandel van het stel. Er ontstond een financieel dispuut over het testament tussen de familie van Wassenaer Obdam en haar. Anselme huwde in 1782 met François Lobjoy, die gouverneur was voor de kinderen van de ambassadeur van Frankrijk in Den Haag. Pas in 1784 werd een schikking getroffen over de schuldkwestie tussen de familie van Wassenaer Obdam en Anselme. Het echtpaar Lobjoy-Anselme vertrok nadien met de noorderzon.